# Йохан Лудвиг Вилхелм (Лайнинген-Дагсбург-Фалкенбург)
Йохан Лудвиг Вилхелм фон Лайнинген-Дагсбург-Фалкенбург (на немски: Johann Ludwig Wilhelm on Leiningen-Dagsburg-Falkenburg; * 5 април 1697, дворец Бройч, Мюлхайм ан дер Рур; † ноември 1762) е граф на Лайнинген-Дагсбург-Фалкенбург.

## Произход
Той е най-малкият син на граф Йохан Карл Авгус фон Лайнинген-Дагсбург-Фалкенбург (1662 – 1698) и съпругата му графиня Йохана Магдалена фон Ханау (1660 – 1715), дъщеря на граф Йохан Райнхард II фон Ханау-Лихтенберг (1628 – 1666) и пфалцграфиня Анна Магдалена фон Пфалц-Цвайбрюкен-Биркенфелд (1640 – 1693). Брат е на граф Христиан Карл Райнхард (1695 – 1766).

## Фамилия
Йохан Лудвиг се жени 1730 г. за графиня София Елеонора Елизабет фон Лайнинген-Дагсбург-Фалкенбург (* 1710; † 19 юни 1768), дъщеря на граф Емих Леополд фон Лайнинген-Дагсбург-Фалкенбург (1685 – 1719) и графиня Шарлота Амалия фон Лайнинген-Дагсбург-Фалкенбург (1682 – 1729). Те имат две дъщери:
- Христина Луиза Каролина Поликсена Елиза (* 25 ноември 1735; † ?)
- София Христиана Албертина Фридерика (* 16 януари 1736; † 2 октомври 1777), монахиня в Херфорд